# 伊勢水通
伊勢 水通（いせ の みなみち/みみち、生没年不詳）は、奈良時代の貴族。姓は朝臣。官位は従五位上・右衛士佐。

## 経歴
天応元年（781年）4月に桓武天皇の即位に伴って外従五位下に昇叙され、桓武天皇の生母である高野新笠が皇太夫人となり、5月に中宮職が置かれると水通はその大進に任ぜられた（中宮大夫は大伴伯麻呂）。
延暦元年（782年）下野介として地方官に遷ると、翌延暦3年（784年）内位の従五位下に叙せられる。延暦4年（785年）内匠頭として京官に復すが、翌延暦5年（786年）紀伊守に任ぜられて再び地方官に転じ、延暦8年（789年）従五位上に昇叙された。延暦9年（790年）右衛士佐に任官している。

## 官歴
『続日本紀』による。
- 時期不詳：正六位上
- 天応元年（781年） 4月15日：外従五位下。5月17日：中宮大進（中宮・高野新笠）
- 延暦元年（782年） 8月25日：下野介
- 延暦3年（784年） 正月15日：従五位下（内位）
- 延暦4年（785年） 正月15日：内匠頭
- 延暦5年（786年） 正月24日：紀伊守
- 延暦8年（789年） 正月6日：従五位上
- 延暦9年（790年） 3月26日：右衛士佐